# تعطیلات رسمی در ارمنستان
در زیر فهرست تعطیلات و یادمان‌های رسمی جمهوری ارمنستان (ارمنی: Հայաստանի Հանրապետության տոների և հիշատակի օրերի ցանկ) آورده شده‌است:
| تاریخ                       | نام فارسی                                                                                                  | نام محلی | نویسه‌گردانی                | توضیحات |
| --------------------------- | --- | --- | -------------------------- | --- |
| ۱–۲ ژانویه                  | سال نو | Ամանոր | آمانُر                      | سنت (days-off) |
| ۳–۵ ژانویه                  | تعطیلات پیشا-کریسمس                                                                                        | Նախածննդյան տոներ | ناخاتسنندیان دُنر           | سنت (days-off) |
| ۶ ژانویه                    | کریسمس | Սուրբ Ծնունդ | سورب تسنوند                | کلیسای حواری ارمنی (روز تعطیل) |
| ۷ ژانویه                    | روز بزرگداشت درگذشتگان پس از کریسمس                                                                        | Սուրբ Ծննդյան և Հայտնության տոնին հաջորդող` Մեռելոց հիշատակի օր                                                       |                            | کلیسای حواری ارمنی (روز تعطیل) |
| ۲۸ ژانویه                   | روز ارتش                                                                                                   | Բանակի օր | باناکی اُر                  | جشن تشکیل ارتش ارمنستان در روز ۲۸ ژانویه ۱۹۹۲ (روز تعطیل) |
| ۲۱ فوریه                    | روز جهانی زبان مادری                                                                                       | Մայրենի լեզվի օր | مایرنی لِزوی اُر             | |
| ۸مین پنجشنبه پیش از عید پاک | Saint Vardanians Day-the day of good activities and national tribute                                       | Սուրբ Վարդանանց տոն՝ բարի գործի և ազգային տուրքի օր                                                                   |                            | |
| ۲۸ فوریه                    | روز یادبود قربانیان کشتار سازمان‌یافته در جمهوری سوسیالیستی شوروی آذربایجان و حمایت از حقوق پناهندگان ارمنی | Ադրբեջանական ԽՍՀ-ում կազմակերպված ջարդերի զոհերի հիշատակի և բռնագաղթված հայ բնակչության իրավունքների պաշտպանության օր |                            | |
| ۸ مارس                      | روز جهانی زن                                                                                               | Կանանց տոն | Kanats ton                 | روز زن (روز تعطیل) |
| ۷ آوریل                     | روز مادری و زیبایی                                                                                         | Մայրության և գեղեցկության տոն                                                                                         | مایروتیان یِو گِقتسکوتیان دُن | |
| ۲۴ آوریل                    | روز یادآوری نسل‌کشی ارمنی‌ها                                                                                 | Եղեռնի զոհերի հիշատակի օր                                                                                             | یقرنی زُهِری هیشاتاکی اُر     | نسل‌کشی ارمنی‌ها در ۱۹۱۵ (روز تعطیل) |
| ۱ مه                        | روز جهانی کارگر                                                                                            | Աշխատանքի օր | آشخاتانکی اُر               | روز جهانی کارگر (روز تعطیل) |
| ۸ مه                        | روز نگهابان کشور                                                                                           | Երկրապահի օր | یرکراپاهی اُر               | |
| ۹ مه                        | روز پیروزی                                                                                                 | Հաղթանակի եւ Խաղաղության տոն                                                                                          | هاقتاناکی یِو خاقاقوتیان دُن | روز آزادسازی شوشی - در تاریخ ۸ مه ۱۹۹۲ قوای ارمنستان شهر قوای نظامی آذربایجان آزاد کردند که یک آزادسازی آرتساخ. روز پیروزی: ۹ مه (جنگ جهانی دوم) ارمنستان از سال استقلال خویش در سال ۱۹۹۰ رسماً پذیرفته‌است. این مناسبت زمانی که این هنوز ارمنستان بخشی از اتحاد شوروی بود یک روز تعطیل بود و جشن گرفته می‌شد. (روز تعطیل) |
| ۱۵ مه                       | روز خانواده                                                                                                | Ընտանիքի օր | انتانیکی اُر                | |
| ۲۸ مه                       | روز جمهوری                                                                                                 | Հանրապետության օր | هانراپتوتیان اُر            | تأسیس اولین جمهوری ارمنستان (روز تعطیل) |
| ۱ ژوئن                      | روز حمایت از حقوق کودکان                                                                                   | Երեխաների իրավունքների պաշտպանության օր                                                                               |                            | |
| ۱۴ ژوئن                     | روز یادبود افراد سرکوب‌شده                                                                                  | Բռնադատվածների հիշատակի օր                                                                                            |                            | |
| ۶۴مین روز پس از عید پاک     | تعطیلی اچمیادزین مقدس                                                                                      | Սուրբ Էջմիածնի տոն |                            | |
| ۵ ژوئیه                     | روز قانون اساسی                                                                                            | Սահմանադրության օր | ساهمانادروتیان اُر          | در سال ۱۹۹۵ تصویب‌شده (روز تعطیل) |
| ۱ سپتامبر                   | روز دانش و مدرسه                                                                                           | Գիտելիքի և դպրության օր                                                                                               | گیتلیکی یِو دبرُتسوتیان اُر   | آغاز سال تحصیلی |
| ۲۱ سپتامبر                  | روز استقلال ملی                                                                                            | Անկախության օր | آنکاخویتان اُر              | از اتحاد جماهیر سوسیالیستی شوروی در ۱۹۹۱ (روز تعطیل) |
| ۵ اکتبر                     | روز معلم                                                                                                   | Ուսուցչի օր |                            | روز جهانی معلم |
| دومین شنبه اکتبر            | روز مترجم                                                                                                  | Թարգմանչաց տոն |                            | |
| ۱۰ نوامبر                   | روز خودمختاری محلی                                                                                         | Տեղական ինքնակառավարման օր                                                                                            |                            | Day of establishment of self-government system |
| ۷ دسامبر                    | روز یادبود قربانیان زمین‌لرزه                                                                               | Երկրաշարժի զոհերի հիշատակի օր                                                                                         |                            | زمین‌لرزه در ارمنستان در ۷ دسامبر ۱۹۸۸. |
| ۹ دسامبر                    | روز محکوم کردن و جلوگیری نمودن از نسل‌کشی                                                                   | Երկրաշարժի զոհերի հիշատակի օր                                                                                         |                            | |
| ۳۱ دسامبر                   | روز سال نو                                                                                                 | Ամանոր |                            | |